# Генерал-полицмейстер

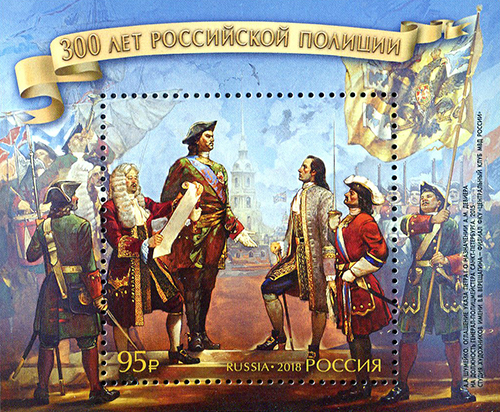
300 лет российской полиции, Почта России, блок с маркой, 2018 год.

Генерал-полицмейстер — должность в Русском царстве, должность и чин в Российской империи.

## История
Должность введена указом Петра I от 27 мая (7 июня) 1718 года.
Петр I лично участвовал в написании «Пунктов, данных Санкт-Петербургскому генерал-полицмейстеру». В них входили надзор за порядком в самом широком смысле и контроль за строительством новой столицы Российской империи. Для решения задач генерал-полицмейстеру передавалась созданная в 1715 году Полицмейстерская канцелярия (по смерти Петра I Главная полицмейстерская канцелярия) и армейский полк. Все чины этого полка становились полицейскими служащими. Кроме того, генерал-полицмейстер осуществлял общероссийское руководство полицейскими отделениями крупных городов.
Чин генерал-полицмейстера первоначально состоял в 5-м классе табели о рангах. Он подчинялся Правительствующему сенату под контролем императора. Первым генералом-полицмейстером стал граф Антон Мануилович Девиер.
Должность генерал-полицмейстера Москвы существовала в 1731-32 годах с подчинением его Правительствующему сенату.
В 1734 году генерал-полицмейстер был подчинен Кабинету министров.
С 21 октября 1745 года чин генерал-полицмейстера стал соответствовать 3-му классу (первым генерал-полицмейстером 3-го класса стал А. Д. Татищев, назначение которого на эту должность и ознаменовалось таким повышением её класса по Табели о рангах). В 1746 году императрица Елизавета Петровна своим указом переподчинила генерала-полицмейстера непосредственно императору. Жалобы на генерала-полицмейстера могли направляться только императору (императрице).
Генерал-полицмейстер продолжал руководить полициями на местах через Главную полицмейстерскую канцелярию. С 1762 года назывался главным директором над всеми полициями. В 1764 году в связи с передачей руководства местной полицией губернаторам должность и чин были упразднены.
Название, однако, сохранилось в Санкт-Петербурге до 1782 года как обозначение начальника местной полиции.
Должность общероссийского руководителя полиции была возобновлена манифестом о создании Министерства полиции, от 25 июня 1810 года. В нём говорилось: «восстанавливается звание Генерал-полицмейстера под именем министра полиции».